# Gornji Korićani (Republika Serbska)
Gornji Korićani (cyr. Горњи Корићани) – wieś w Bośni i Hercegowinie, w Republice Serbskiej, w gminie Kneževo. W 2013 roku liczyła 9 mieszkańców.